# Lista de Imperadores do Tibete
A lista tradicional dos antigos governantes tibetanos consiste de 42 nomes.  Os primeiros 26 governantes, a partir de Nyatri Tsenpo até Tridra Pungtsen são considerados lendários, pois não há evidências suficientes de sua existência.  mas os estudiosos modernos acreditam que os reis a partir de Tritog Jetsen (27) são considerados históricos. Os governantes a partir de Songtsen Gampo (33) estão bem documentados em muitas fontes confiáveis tibetanas, chinesas e de outros países.  
Não existia um estado tibetano unificado antes da época dos reis Tagbu Nyasig (31), Namri Songtsen (32) e Songtsen Gampo (33). Os governantes anteriores, conhecidos como dinastia Yarlung, eram provavelmente apenas chefes locais na área do Vale Yarlung, certamente não imperadores do Tibete. 
Os títulos tibetanos tradicionais para imperador incluem tsenpo ("Imperador") e lhase ("Filho Divino"). 
Na lista, entre parênteses esta o apelidos.
| Numero | Nome                       | em Tibetano      | Transliteração Wylie         | Reinado              |
| ------ | -------------------------- | ---------------- | ---------------------------- | -------------------- |
| 1      | Nyatri Tsenpo              |                  | gNya'-khri bTsan-po          | 127 a.C. – ?         |
| 2      | Mutri Tsenpo               |                  | Mu-khri bTsan-po             |                      |
| 3      | Dingtri Tsenpo             |                  | Ding-khri bTsan-po           |                      |
| 4      | Sotri Tsenpo               |                  | So-khri bTsan-po             |                      |
| 5      | Mertri Tsenpo              |                  | Mer-khri bTsan-po            |                      |
| 6      | Dakrri Tsenpo              |                  | gDags-khri bTsan-po          |                      |
| 7      | Siptri Tsenpo              |                  | Sribs-khri bTsan-po          |                      |
| 8      | Drigum Tsenpo              |                  | Gri-gum bTsan-po             |                      |
| 9      | Chatri Tsenpo              |                  |                              |                      |
| 10     | Esho Lek                   |                  | E-sho-legs                   |                      |
| 11     | Desho Lek                  |                  | De-sho-legs                  |                      |
| 12     | Tisho Lek                  |                  | Thi-sho-legs                 |                      |
| 13     | Guru Lek                   |                  | Gu-ru-legs                   |                      |
| 14     | Trongzhi Lek               |                  | 'Brong-zhi-legs              |                      |
| 15     | Isho Lek                   |                  | I-sho-legs                   |                      |
| 16     | Zanam Zindé                |                  | Za-nam Zin-lde               |                      |
| 17     | Detrul Namshungtsen        |                  | lDe-'phrul gnam-gzhung-btsan |                      |
| 18     | Senöl Namdé                |                  | Se-snol gNam-lde             |                      |
| 19     | Senöl Podé                 |                  | Se-snol Po-lde               |                      |
| 20     | Senöl Nam                  |                  | lDe-snol-nam                 |                      |
| 21     | Senöl Po                   |                  | lDe-snol-po                  |                      |
| 22     | Degyel Po                  |                  | lDe-rgyal-po                 |                      |
| 23     | Detrin Tsen                |                  | lDe-sprin-btsan              |                      |
| 24     | Tori Longtsen              | ཏོ་རི་ལུང་བཙན       | to-ri-lung-btsan             | c. 352 – 382         |
| 25     | Tritsen Nam                | ཁྲི་བཙན་ནམ         | khri-btsan-nam               | c.382 – 402          |
| 26     | Tridra Pungtsen            | ཁྲི་སྒྲ་དཔུང་བཙན      | khri-sgra dpung-btsan        | c. 402 – 412         |
| 27     | Tritog Jetsen              | ཐོག་རྗེ་ཐོག་བཙན      | khri-thog rje-thog-btsan     | c. 412 – 432         |
| 28     | Thothori Nyantsen          | ལྷ་ཐོ་ཐོ་རི་གཉན་བཙན་ | lHa-tho-tho-ri gNyan-btsan   | c. 432 – 512         |
| 29     | Trinyen Zungtsen           | ཁྲི་གཉན་གཟུངས་བཙན   | Khri-gnyan gZung-btsan       | c. 512 – 537         |
| 30     | Drongnyen Deu              | འབྲོང་གཉན་ལྡེ་རུ      | vbrong-gnyan lde-ru          | c. 537 – 562         |
| 31     | Tagbu Nyasig               | སྟག་རི་གཉན་གཟིགས།   | sTag-ri gNyan-gzigs          | c. 562 – 619         |
| 32     | Namri Songtsen             | གནམ་རི་སྲོང་བཙན།    | gNam-ri Srong-btsan          | 619 – 629            |
| 33     | Songtsen Gampo             | སྲོང་བཙན་སྒམ་པོ      | Srong-btsan sGam-po          | 629 – 649            |
| 34     | Gungsong Gungtsen          | གུང་རི་གུང་བཙན།     | Gung-srong gung-btsan        | 649 – 650            |
| 35     | Mangsong Mangtsen          | མང་སྲོང་མང་བཙན     | Khri-mang-slon-rtsan         | 650 – 676            |
| 36     | Tridu Songtsen             | ཁྲི་འདུས་སྲོང་བཙན     | Khri-'dus-srong-btsan        | 676 – 704            |
| 37     | Tride Tsuktsen (Me Agtsom) | ཁྲི་ ལྡེ་ གཙུག་ བརྟན   | Khri-lde-gtsug-brtsan        | 705 – 755            |
| 38     | Trisong Detsen             | ཁྲི་སྲོང་ལྡེ་བཙན       | Khri-srong-lde-btsan         | 755 – 797            |
| 39     | Muné Tsenpo                | མུ་ ནེ་ བཙན་ པོ     | Mu-ne-btsan-po               | 797 – 799?           |
| 40     | Tride Songtsen (Sadnalegs) | ཁྲི་ལྡེ་སྲོང་བཙན       | Khri-lde-srong-btsan         | c. 800 ou 804 – 815? |
| 41     | Tritsuk Detsen (Ralpacan)  | ཁྲི་གཙུག་ལྡེ་བཙན      | khri-gtsug-lde-btsan         | 815 – 836            |
| 42     | Ü Dumtsen (Langdarma)      | གླང་དར་མ།         | U'i-dum-btsan                | 836 – 842            |